# Лепінь Лідія Карлівна
Лідія Карлівна Лепінь (Лієпіня, латис. Lidija Liepiņa; 4 квітня 1891, Петербург, Російська імперія — 4 вересня 1985, Рига
, Латвійська РСР) — радянська фізикохімікиня, Герой Соціалістичної Праці. Академік АН Латвійської РСР, професор. Одна з перших жінок, що отримали в СРСР докторський ступінь у галузі хімії.
Її наукові інтереси охоплювали кілька галузей фізичної та колоїдної хімії. Більшість робіт присвячено вивченню механізму процесів, що протікають на межі поділу між твердим тілом і навколишнім середовищем. Займалася питаннями адсорбції, вивченням різних поверхневих явищ, корозійних процесів.

## Біографія
Народилася 4 квітня 1891 року в Санкт-Петербурзі. Її батько Карл Іванович Лепінь (1864—1942) був латишем, а мати Катерина Олексіївна, урождена Шелковська (1867—1956) — росіянкою. К. І. Лепінь закінчив Лісовий інститут у Санкт-Петербурзі і працював у лісах Ліфляндської, а потім Новгородської губернії. Згодом він керував маєтками князя Голіцина.
Лідія Лепінь вступила до приватної жіночої гімназії Л. Ф. Ржевської і закінчила її з золотою медаллю. 30 травня 1909 року вона здобула звання домашньої наставниці російської мови і словесності, математики та французької мови" і вступила на фізико-математичне відділення Московських вищих жіночих курсів (після Жовтневого перевороту на базі цього закладу було створено Московський інститут тонкої хімічної технології ім. М. В. Ломоносова). На курсах викладали такі видатні хіміки, як М. Д. Зелінський, С. С. Намьоткін (органічна хімія), О. М. Реформатський (неорганічна та аналітична хімія), С. Г. Крапівін (фізична хімія).
Перший досвід наукової діяльності Лідія Карлівна отримала у військово-польовій лабораторії на Західному фронті. Цієї лабораторією, організованою восени 1915 року, керував відомий фізикохімік М. О. Шилов. Її співробітники досліджували якість протигазів — зокрема, процеси та ефективність поглинання газів активованим вугіллям. Крім того, перед лабораторією ставилися аналітичні завдання — наприклад, встановлення складу речовин, використовуваних німцями. Лабораторія була досить добре обладнана і після революції передана Тимірязєвській сільськогосподарській академії.
Восени 1917 року Лідія Лепінь закінчила Московські Вищі жіночі курси з дипломом першого ступеня. Її дипломна робота була присвячена каталітичному розщепленню жирів сульфонафтеновими кислотами. Хоча керівником цієї роботи значився С. С. Намьоткін, фактично керував нею М. О. Шилов.
У листопаді 1917 року Л. К. Лепінь здала державні іспити, які дали їй право працювати в науково-дослідних установах, а також викладати у вищих навчальних закладах. У 1920-х роках вона здійснила ряд поїздок до Німеччини для роботи в лабораторіях найбільших вчених того часу. В лабораторії проф. Боденштайна в Берлінському університеті вона виконала цикл робіт із синтезу та вивчення властивостей неорганічних безкисневих сполук азоту. Також вона відвідала лабораторії нобелівського лауреата Фріца Габера, Вольфганга Оствальда та інших видатних хіміків. 1930 року додатково влаштувалася на роботу в Російський науково-дослідний хімічний інститут при Московському державному університеті. 1934 року їй було присвоєно звання професора, а 1937 року — ступінь доктора хімічних наук без захисту дисертації. Це був один із перших у країні докторських ступенів з хімії, присвоєних жінці.
До початку німецько-радянської війни Л. К. Лепінь працювала в Московському державному університеті. Протягом 1941—1943 років вона займала посаду завідувачки кафедри загальної хімії, а 1942 року деякий час виконувала обов'язки завідувачки кафедри неорганічної хімії. 1945 року Лідії Карлівні було запропоновано позицію в Латвійському державному університеті. До кінця 1946 року вона поєднувала роботу в Москві та Ризі, а потім остаточно переїхала до Риги, де працювала в Латвійському державному університеті на посаді професора кафедри фізичної хімії.
Від 1 липня 1946 р. Л. К. Лепінь працювала також в Інституті хімії Академії наук Латвійської РСР (потім Інститут неорганічної хімії АН Латвійської РСР). Там вона обіймала посади заступниці директора інституту (1946—1958), директорки (1958—1959), завідувачки лабораторії фізичної хімії (1959—1960), а від 1960 року — старшої наукової співробітниці. 1951 року Л. К. Лепінь стала першою з хіміків Латвії, обраних академіком АН Латвійської РСР.
Активно займалася організацією діяльності Всесоюзного хімічного товариства ім. Д. І. Менделєєва в Латвійській РСР, була обрана почесною членкинею товариства. У Латвійському університеті вона працювала до 1958 року, потім перейшла до Ризького політехнічного інституту, де створила кафедру фізичної хімії.
1962 року обрана депутатом Верховної Ради Латвійської РСР.
Підготувала 25 кандидатів наук. Опублікувала понад 200 наукових робіт.
Лідія Карлівна Лепінь до кінця життя публікувала статті, входила до редакційної колегії журналу «Известия АН Латвийской ССР. Серия химическая», стежила за новинами науки. За свідченням її учня, хіміка та історика науки Я. П. Страдиньша в день смерті Л. К. Лепінь на її лікарняному столику лежала книжка Дж. Томпсона «Електрони в рідкому аміаку».
Померла в Ризі 4 вересня 1985 року у віці 94 років. Похована на 1-му Лісовому кладовищі.

## Наукова діяльність

### Роботи в галузі адсорбції
Більшість ранніх наукових праць Л. К. Лепінь були виконані у співавторстві з М. О. Шиловим. Роботи їхньої фронтової лабораторії мали як практичне, так і теоретичне значення. Вони дозволили сформулювати основні положення теорії дії протигаза, а пізніше — удосконалити конструкцію вугільного протигаза Кумманта—Зелінського. Крім того, було сформульовано основні закономірності сорбції газу вугіллям з потоку повітря, запропоновано механізм цього процесу, знайдено перше кількісне вираження його динаміки, що пов'язує ефективність протигаза з товщиною шару сорбенту. У зв'язку з їх оборонним значенням ці дані були опубліковані лише через 12 років, 1929 року в «Журналі Російського фізико-хімічного товариства». Виявлені закономірності склали основу теорії фільтрувальних приладів і теорії хроматографії. Перша наукова стаття Л. К. Лепінь «Адсорбція електролітів і молекулярні сили» була опублікована 1919 року у «Віснику Ломоносовського фізико-хімічного товариства». Робота була присвячена адсорбції з розчинів на вугіллі і була пов'язана з дослідженнями все тієї ж фронтової лабораторії. В цей же час Л. К. Лепінь виконала невелику роботу про адсорбцію холестерину на вугіллі. Дослідження було пов'язане з проблемою генезису атеросклерозу і спробами встановити роль холестерину в ньому.

### Дослідження поверхневих і корозійних явищ
Початок самостійної наукової діяльності Лідія Карлівна Лепінь пов'язувала з лабораторією неорганічного синтезу в Московському вищому технічному училищі, яка виникла у 1926—1927 роках. Від 1933 року основним предметом її досліджень стали синтез і вивчення структури комплексних сполук. 1932 року Л. К. Лепінь провела низку робіт, що стосувалися розподілу розчинених речовин між двома розчинниками.
До кінця 1930-х — початку 1940-х років відноситься цикл робіт з вивчення механізму коагуляції гідрофобних золів сумішами електролітів.
Дослідження поверхневих реакцій знайшли продовження у вивченні явищ корозії. 1938 року в одній зі своїх робіт Л. К. Лепінь висловила припущення про те, що пасивація металів і погана розчинність благородних металів пояснюється саме утворенням поверхневих сполук.
Впритул вивченням корозії Лідія Карлівна Лепінь зайнялася вже під час німецько-радянської війни. Це було продиктовано необхідністю вирішення практичних завдань з захисту літаків від корозії. Після закінчення війни Л. К. Лепінь стала основоположником школи корозіоністів у Ризі, займалася встановленням закономірностей корозії за підвищених температур і вивченням властивостей захисних покриттів. З'ясувала вплив колоїдно-хімічних факторів на гальмування процесів корозії металу, встановила кінетичні закономірності під час окислення металів у розчинах. Її науковим колективом в Інституті неорганічної хімії АН Латвійської РСР були розроблені рекомендації щодо захисту металевих конструкцій від корозії, які були використані під час будівництва Плавінаської і Ризької ГЕС.

### Дослідження реакцій металів із водою
Значна частина робіт Л. К. ЛепІнь стосується механізму реакцій між металами і водою. У ході досліджень було сформульовано так звану гідридну теорію (1955—1959), яка одержала подальший розвиток. Відповідно до цієї теорії, на першій стадії реакції між металом і водою утворюються нестійкі гідриди металів, що переходять у гідроксиди.

## Педагогічна діяльність
Л. К. Лепінь почала займатися педагогічною діяльністю відразу після закінчення Вищих жіночих курсів. Від 1917 року вона викладала аналітичну та неорганічну хімію в Інституті народного господарства (згодом ім. Г. В. Плеханова), а з 1920 року — і в Московському вищому технічному училищі (МВТУ ім. М. Е. Баумана), де стала першою жінкою-викладачем. 1932 року вона почала працювати у Військово-хімічної академії Робітничо-селянської Червоної Армії, очоливши кафедру колоїдної хімії. Від 1945 до 1972 року завідувала кафедрою фізичної хімії на хімічному факультеті Ризького політехнічного інституту.
Лідія Карлівна Лепінь стояла біля витоків викладання неорганічного синтезу у вузах, була автором або перекладачем низки підручників, зокрема знаменитого підручника з неорганічної хімії В. Оствальда.

## Захоплення
Головним захопленням Лідії Карлівни Лепінь була музика. Паралельно з навчанням на вищих жіночих курсах вона також планувала вступити до Московської консерваторії, щоб стати професійною піаністкою. Її першим вчителем музики був професор консерваторії, піаніст А. А. Ярошевський. Її музичні таланти були високо оцінені такими видатними музикантами, як С. В. Рахманінов і О. Ф. Гедіке, однак згодом Лідія Карлівна все ж таки зробила вибір на користь природничих наук.

## Нагороди та звання
- Звання Героя Соціалістичної Праці з врученням ордена Леніна і золотої медалі «Серп і Молот» (1965).
- Орден Трудового Червоного Прапора (1960).
- Медаль «За доблесну працю у Великій Вітчизняній війні».
- Державна премія Латвійської РСР за дослідження в галузі корозії (1970).
- Диплом Міністерства вищої та середньої освіти (1971).
- Почесна грамота наукової ради з хроматографії АН СРСР «За заслуги і розвиток хроматографії на благо людства».
- Премії Президії АН Латвійської РСР (1967, 1972, 1973, 1979).

## Пам'ять
В Ризі, на будинку № 5 по вулиці Тербатас, де Л. К. Лепінь жила від 1945 до 1985 року, встановлено меморіальну дошку.